# Rangieren

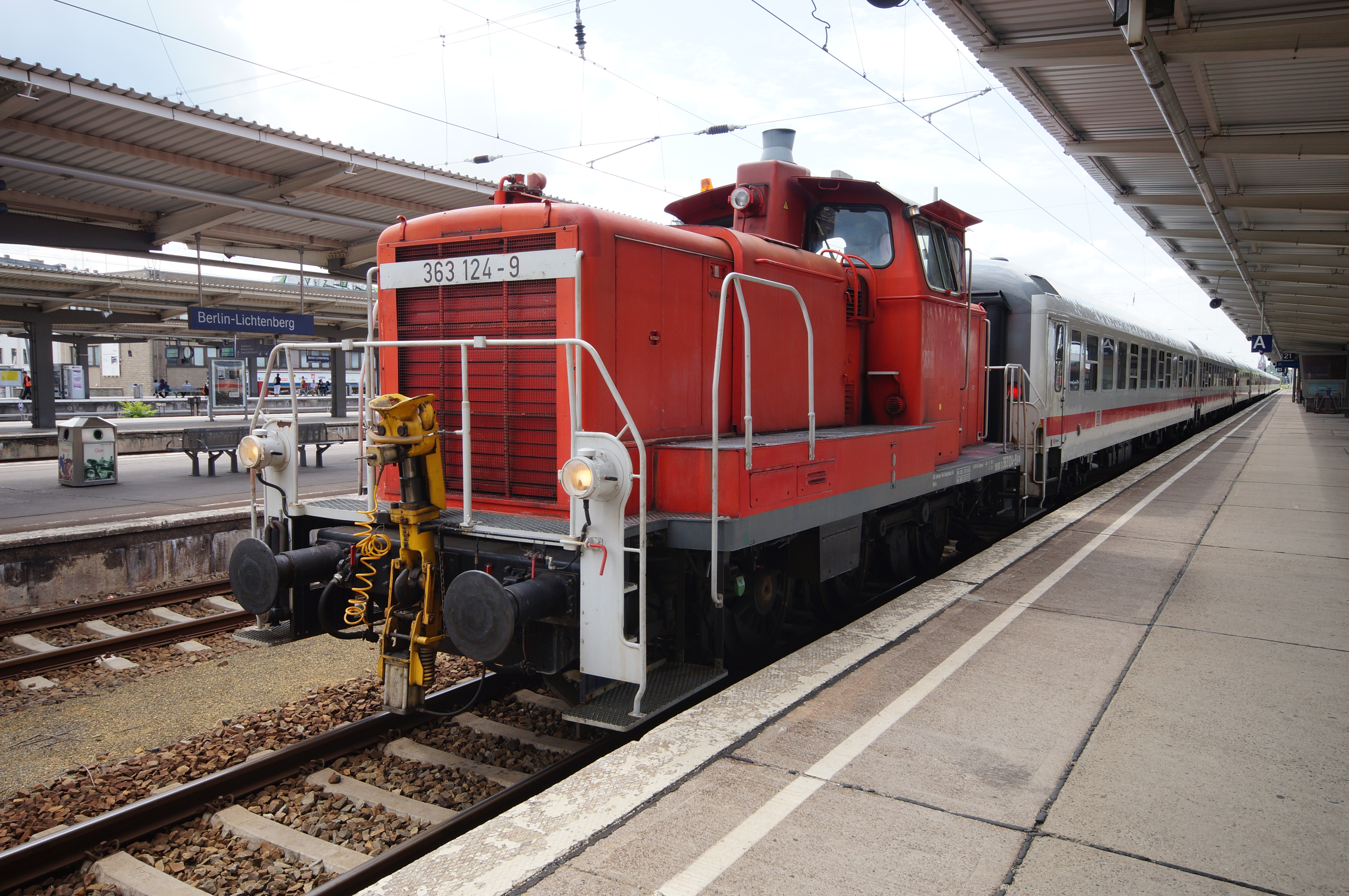
Diesel-Rangierlokomotive der DB-Baureihe V 60 in schwerer Bauart beim Rangieren mit InterCity-Wagen im Bahnhof Berlin-Lichtenberg. Die besonderen Vorgänge des Übergangs einer Rangierfahrt in eine Zugfahrt und umgekehrt finden am Anfangs- und Endbahnhof von Zugfahrten statt.

Die Begriffe Rangieren beziehungsweise Rangiermanöver werden abgeleitet von dem französischen Wort „ranger“ = in Ordnung bringen, ordnen, aufstellen, einreihen, aufräumen – auch bekannt als „verschieben“ (offiziell in Österreich); in Österreich als Substantiv: Verschub (z. B. Verschublok). Er bezeichnet im Straßenverkehr bestimmte Fahrbewegungen mit Straßenfahrzeugen, z. B. das Rangieren eines Lkw-Anhängers an Be- oder Entladestellen oder das Einparken eines Pkws unter wiederholtem Versuch bei engen Parklücken, und im Eisenbahnverkehr das Bewegen einzelner Schienenfahrzeuge oder Fahrzeuggruppen, soweit es sich nicht um Zugfahrten (einschließlich Sperrfahrten) handelt.

## Rangieren im Eisenbahnverkehr

### Allgemeines
Unter Rangieren versteht man das Bewegen von Eisenbahnfahrzeugen mit Ausnahme von Zugfahrten. Im Detail unterscheiden sich die Definitionen von Land zu Land:
- In Deutschland: Rangieren ist das Bewegen von Fahrzeugen im Bahnbetrieb, ausgenommen das Fahren der Züge. Das Bewegen von Fahrzeugen im Baugleis ist Rangieren.[2]
- In Österreich wird der Begriff Verschub verwendet und ist definiert als: Beabsichtigte Fahrzeugbewegungen, die nicht zu den Zug- oder Nebenfahrten zählen.
- In der Schweiz bezeichnen Rangierbewegungen alle Fahrzeugbewegungen im Bahnhof, in Werkstätten, Depotanlagen, Anschlussgleisen und auf der Strecke sowie bei Führerstandsignalisierung, die nicht als Zugfahrten ausgeführt werden können.[3]

Eine Fahrzeugbewegung beim Rangieren wird als Rangierfahrt bzw. als Verschubfahrt bezeichnet. In Deutschland und Österreich finden Rangierfahrten nur innerhalb von Bahnhöfen, in Gleisanschlüssen und in Baugleisen statt, während in der Schweiz Rangierfahrten auch auf die freie Strecke übergehen können.
Der gesamte Arbeitsbereich des Rangierens als Teil des Eisenbahnbetriebsdienstes wird auch als Rangierdienst, Verschiebedienst oder Verschubdienst bezeichnet. Dieser umfasst alle erforderlichen Tätigkeiten zum Bilden, Auflösen und Umbilden der Züge und zur Bedienung von Verwendungsstellen oder Zusatzanlagen. Typische Tätigkeiten des Rangierdienstes sind:
- Auflösen und Zusammenstellen (= Bilden) von Zügen,
- Umsetzen einer Wagengruppe oder einzelner Fahrzeuge in ein anderes Bahnhofsgleis,
- Umfahren eines auf dem Endbahnhof wendenden Zuges mit der Lokomotive,
- Bewegungen einzelner Triebfahrzeuge innerhalb des Bahnhofs von und zu den Zügen,
- Bereitstellen und Abholen von Eisenbahnwagen an Verladeeinrichtungen, wie Ladestraßen und Laderampen,
- Zuführen und Abholen von Wagen in Anschlussgleisen, z. B. innerhalb einer Industrieanlage,
- Überführen von Triebfahrzeugen, Wagen und Wagengruppen zu und von Werkstätten und Abstellbereichen,
- Bewegen einzelner Wagen oder Wagengruppen mithilfe ortsfester Förderanlagen, z. B. einer Spillanlage, Kraftfahrzeugen oder durch Menschenkraft usw.

Dazu gehören auch alle Tätigkeiten, die zur Vorbereitung und Durchführung von Fahrzeugbewegungen und zum Abstellen von Fahrzeugen, beispielsweise das Kuppeln und Entkuppeln, das Bedienen der Bremsen, das Festlegen abgestellter Fahrzeuge, das Geben der Signale und die Leitung und Beaufsichtigung dieser Arbeiten.
Im Gegensatz zu Zugfahrten erfolgen Rangierfahrten ohne Fahrplan.
Die beim Rangieren bewegte Einheit, bestehend aus einem einzelnen Triebfahrzeug oder einem Schienenfahrzeug-Verbund wird als Rangiereinheit oder Rangierabteilung bezeichnet.

### Rangierbewegungen
Beim Rangieren unterscheidet man bei den deutschen Eisenbahnen folgende Bewegungsarten:
- Rangierfahrt nennt man die Alleinfahrt einzelner arbeitender Triebfahrzeuge oder das Bewegen einer Gruppe gekuppelter Fahrzeuge zusammen mit mindestens einem arbeitenden Triebfahrzeug
- Ablaufen heißt das Bewegen von Wagen durch Schwerkraft während der Fahrt über einen Ablaufberg, über den die Fahrzeuge abgedrückt werden oder, meistens in älteren Bahnhöfen bzw. Gefällebahnhöfen, das Ablaufen aus einem insgesamt geneigten Ausziehgleis
- Abstoßen nennt man das Beschleunigen von nicht mit einem Triebfahrzeug gekuppelten Fahrzeugen, die nach dem Anhalten des Triebfahrzeuges allein weiterrollen
- Beidrücken ist das Bewegen getrennt stehender Fahrzeuge, um sie zum Kuppeln kuppelreif zusammenzudrücken
- Aufdrücken heißt das Zusammendrücken stehender Fahrzeuge, um die Pufferfedern etwas anzuspannen und so das Entkuppeln oder das Kuppeln kuppelreif stehender Wagen zu erleichtern
- Verschieben ist das Bewegen von Fahrzeugen durch Menschenkraft oder durch einen anderen Antrieb, der nicht von einem Triebfahrzeug ausgeht.[7][5]

Ausgehend von den Rangierbewegungen haben sich hinsichtlich der Art der Durchführung des Rangierens folgende Rangierverfahren entwickelt:
- Umsetzverfahren (auch Absetzen[14] genannt)
- Abstoßverfahren
- Ablaufverfahren

Beim Umsetzverfahren fährt die Rangierabteilung als Rangierfahrt, die sich in der Regel aus mehreren Rangierbewegungen zusammensetzt. Beim Abstoßverfahren werden die Wagen abgestoßen und beim Ablaufverfahren laufen die Wagen den Ablaufberg hinunter. Das angewandte Rangierverfahren steht in der Regel in direktem Zusammenhang mit der vorhandenen Infrastruktur, den Rangieranlagen. Während heute auf den meisten Rangierbahnhöfen das Ablaufverfahren Standard ist, werden auf kleineren Knotenbahnhöfen und im Ausland zum Teil auch auf kleineren Rangierbahnhöfen das Umsetz- und das Abstoßverfahren praktiziert.

### Rangieranlagen
Viele Bahnhöfe besitzen zum Rangieren mehr oder weniger umfangreiche Gleis- und andere Anlagen oder sie dienen als Rangierbahnhöfe, früher auch Verschiebebahnhöfe genannt, ausschließlich diesem Zweck. Spezielle Rangieranlagen sind Gleise oder Gleisgruppen, z. B. die Richtungsgruppe eines Rangierbahnhofs, Überführungsgleise, Ausziehgleise, Ablaufberge, Gleisbremsen, Förderanlagen zum Bewegen der Wagen ohne Triebfahrzeug, Signale, Rangierstellwerke und vieles andere.
Rangiererwege befinden sich neben dem Gleis und in Weichenbereichen. Auf ihnen laufen beispielsweise die Rangierer, um ortsbediente Weichen umzustellen bzw. um Wagen an- und abzukuppeln.
Zum Abbremsen abgestoßener oder ablaufender Wagen sind Rangierhilfsmittel und aufwändige Anlagen erforderlich. In Rangierbahnhöfen verwendet man handgesteuerte oder automatisch arbeitende Gleisbremsen, die unmittelbar unterhalb des Ablaufberges in mehreren Gleisen eingebaut sind und dafür sorgen, dass die ablaufenden Wagen mit nicht zu hoher Geschwindigkeit im Zielgleis, einem Gleis der Richtungsgruppe, ankommen. Dort werden sie mit einem Hemmschuh aufgehalten, sie laufen mit durch die Richtungsgleisbremsen reduzierter Geschwindigkeit auf die schon im Zielgleis stehenden Wagen auf oder werden von einer Förderanlage übernommen, die sie kuppelreif an die bereits im Gleis stehenden Wagen heranführt.

### Rangiermittel
Technische Arbeits-, Betriebs- oder Hilfsmittel zum Rangieren werden Rangiermittel, Rangierhilfsmittel oder Rangiergeräte genannt. Neben Fahrzeugen und Geräten zum Verschieben von Fahrzeugen werden weitere technische Hilfsmittel eingesetzt. Das „klassische“ Hilfsmittel ist der von einem Mitarbeiter, Hemmschuhleger genannt, auf das Gleis gelegte Hemmschuh, auf den der Wagen mit einem Rad aufläuft, wobei eine Bremswirkung entsteht.

### Fahrzeuge beim Rangieren bewegen
Beim Rangieren kann jede Fahrzeugbewegung in verschiedene Teilbereiche eingeteilt werden:
- Maßnahme zur Vorbereitung
- Durchführung (Fahrt)
- Maßnahmen nach Beendigung

#### Rangierfahrten vorbereiten
Vor jeder Fahrzeugbewegung ist zu prüfen, ob diese gefahrlos durchgeführt werden kann. Alle am Rangieren Beteiligten müssen sich vor Beginn der Fahrbewegung verständigen und abstimmen. Außerdem muss der Triebfahrzeugführer die Fahrbereitschaft feststellen. Dabei hat er zu prüfen, ob die Bremsen gelöst sind, Hemmschuhe und Radvorleger entfernt sind, die Außentüren von Reisezugwagen geschlossen sind, ggf. eine Bremsprobe durchgeführt wurde und die erforderlichen Hemmschuhe beim Abstoßen oder Ablaufen vorhanden sind.
Hauptgleise dürfen nur mit Vorwissen des Fahrdienstleiters zum Rangieren benutzt werden; sie müssen für eine Zugfahrt rechtzeitig geräumt werden. Auf Nebengleisen entscheidet der Weichenwärter über das Rangieren. Zur Verhinderung von Flankenfahrten gelten örtlich festgelegte Rangierverbote in Gleisen, die ohne ausreichenden Flankenschutz in Hauptgleise münden.

#### Rangierfahrten durchführen

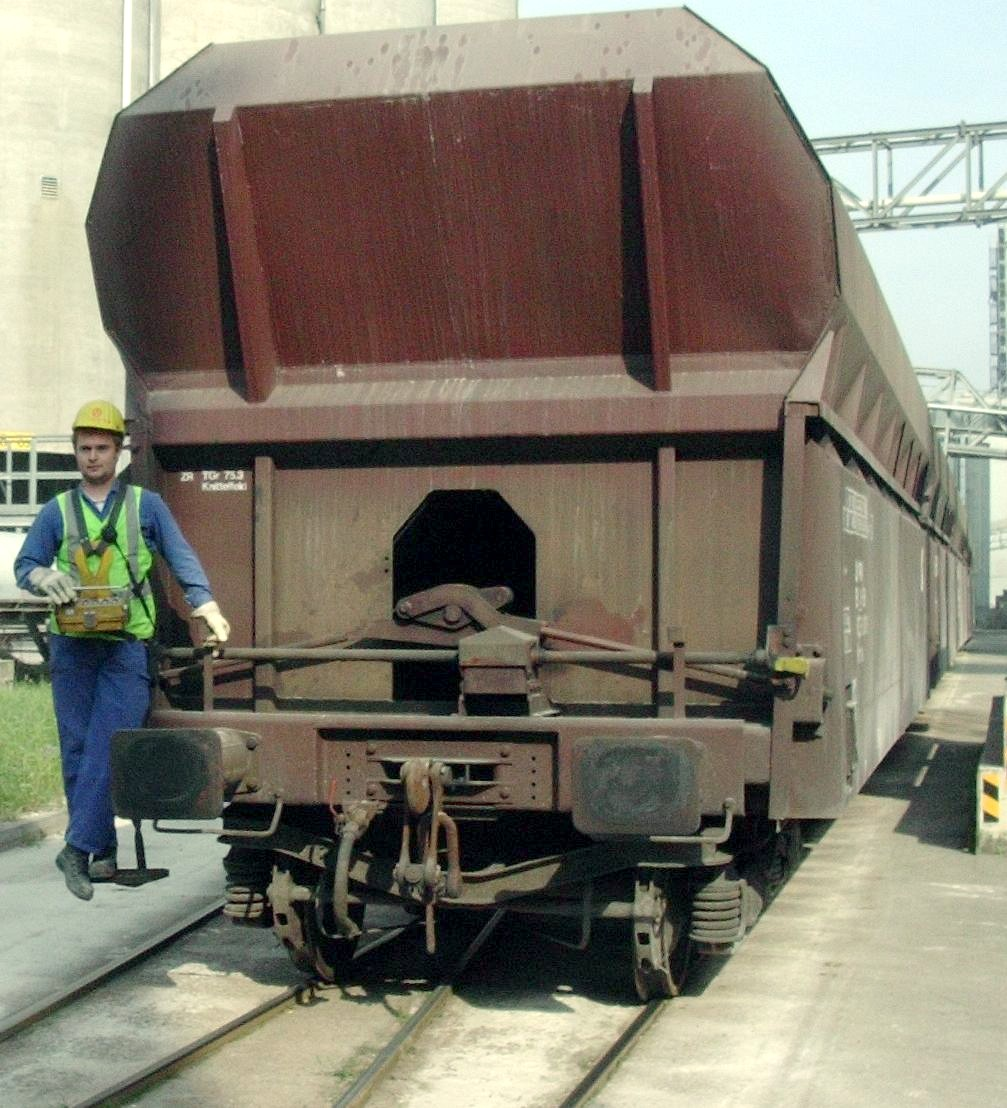
Lokrangierführer mit Funkfernsteuerung

An der Durchführung einer Rangierfahrt sind Triebfahrzeugführer und Weichenwärter, ggf. ein Rangierbegleiter und ein oder mehrere Rangierer beteiligt. Bei Verwendung einer funkferngesteuerten Rangierlokomotive obliegen dem Triebfahrzeugführer gleichzeitig die Aufgaben des Rangierbegleiters.
Vor einer Rangierbewegung verständigt der Triebfahrzeugführer den Weichenwärter über Ziel, Zweck und Besonderheiten der Fahrt. Diese Aufgabe kann auch dem Rangierbegleiter übertragen sein. Die Verständigung des Weichenwärters über Ziel und Zweck darf in bestimmten Fällen unterbleiben, wenn es sich z. B. um regelmäßig wiederkehrende Fahrten mit dem Triebfahrzeug eines Zuges handelt. Der Weichenwärter stellt den Fahrweg ein und erteilt seine Zustimmung zur Fahrt mit dem Signal Sh 1 oder Ra 12, mündlich oder, wenn keines dieser Signale gegeben werden kann, durch Hochhalten des Armes oder einer weißleuchtenden Handlaterne.
Im Gegensatz zu Zugfahrten sind die Fahrwege für Rangierfahrten im Stellbereich eines mechanischen- oder elektromechanischen Stellwerks in der Regel nicht besonders gesichert; die Signale, die der Weichenwärter beim Rangieren vom Stellwerk aus bedient, sind frei bedienbar. In moderneren Gleisbildstellwerken sind die Weichen und andere Einrichtungen im Fahrweg dagegen in der Regel in Rangierfahrstraßen enthalten und sind dann signalabhängig gegen versehentliches Umstellen unter den fahrenden Fahrzeugen gesichert. Darüber hinaus verhindert die Gleisfreimeldeanlage das Umstellen einer mit einem Fahrzeug besetzten Einrichtung im Fahrweg. Im Gegensatz zu Zugfahrstraßen werden die Gleisfreimeldeanlagen der Zielgleise jedoch nicht berücksichtigt, weil Rangierfahrten in mit Fahrzeugen besetzte Gleise möglich sein müssen.
Wenn alle Voraussetzungen für die Rangierfahrt gegeben sind, gibt der Rangierbegleiter den Fahrauftrag. Der Triebfahrzeugführer muss während der Fahrt den Fahrweg beobachten, denn rangiert wird im Gegensatz zu einer Zugfahrt grundsätzlich „auf Sicht“ mit einer Höchstgeschwindigkeit von 25 km/h, in Baugleisen mit höchstens 20 km/h. Unter bestimmten Voraussetzungen, die örtlich festgelegt sind, kann der Weichenwärter dem Triebfahrzeugführer den freien Fahrweg ansagen; in diesem Fall darf mit bis zu 40 km/h gefahren werden. Die Beobachtung des Fahrweges kann der Triebfahrzeugführer einem Rangierbegleiter übertragen, der sich vor allem bei geschobener Fahrt auf dem ersten Fahrzeugen oder im Gleis so aufstellen muss, dass er den Fahrweg übersehen kann. Dabei muss er ständigen Funkkontakt oder Sichtverbindung zum Triebfahrzeugführer halten.
Für das Abstoßen (siehe weiter unten) und Ablaufen gelten besondere Regelungen mit Abstoß- und Ablaufverboten und anderen Vorsichtsmaßnahmen, die beispielsweise für Güterwagen mit Gefahrgut oder besonders empfindlicher Ladung sicherstellen sollen, dass Fahrzeuge und Ladung nicht durch zu hartes Auflaufen auf stehende Fahrzeuge oder Gleisabschlüsse beschädigt werden. Ebenso bedarf das Abstellen von Fahrzeugen und das Festlegen gegen unbeabsichtigtes Wegrollen besonderer Regelungen. Immer wieder kommt es durch mangelhafte Sicherung abgestellter Fahrzeuge zu Flankenfahrten und Zusammenstößen mit Zügen.

#### Rangierfahrten beenden
Nach Beendigung einer Rangierfahrt müssen die Fahrzeuge grenzzeichenfrei abgestellt und festgelegt, d. h. gegen Entlaufen gesichert werden. Das Festlegen der Fahrzeuge erfolgt nach den Betriebsvorschriften, für deren ordnungsgemäße Durchführung in der Regel der Triebfahrzeugführer verantwortlich ist. Zur Sicherung der Fahrzeuge dienen die Druckluftbremse und die Feststellbremse der Fahrzeuge sowie Rangiermittel wie Hemmschuhe und Radvorleger. Der Einsatz der Druckluftbremse ist in der Regel zeitlich begrenzt, bei Überschreitung eines in den Betriebsvorschriften festgelegten Zeitraums müssen andere Mittel eingesetzt werden.

#### Im Rangierbahnhof rangieren
Das Ablaufen (Abdrücken) von Wagen über einen Ablaufberg hinweg wird überwiegend in großen Rangierbahnhöfen praktiziert. Dieses Rangierverfahren erleichtert und beschleunigt in einer Art Fließbandverfahren das Zerlegen von Güterzügen und das Bilden (= Zusammensetzen) neuer Güterzüge im Vergleich zu anderen Rangierverfahren erheblich.
Im Rangierbahnhof fahren die ankommenden Güterzüge in der Regel in die Einfahrgruppe. Hier müssen sie zunächst für das Zerlegen vorbereitet werden. Allem voran steht das Erfassen der Wagenreihung und das Zuordnen der einzelnen Fahrzeuge zu ihren Zielen. Auch wenn die Wagenreihung und viele andere Angaben heute schon vor der Ankunft des Zuges über die Speicherung und Vormeldung in EDV-Systemen bekannt ist, müssen manche der für das Ablaufverfahren notwendigen Angaben noch an Ort und Stelle aufgenommen werden. Hierbei geht es um das Festlegen der Richtungsgleise, in die die Fahrzeuge einsortiert werden sollen, und auch um bestimmte Eigenschaften an Fahrzeugen und Ladung, die beim Ablaufen besondere Vorsichtsmaßnahmen erfordern. Es gibt z. B. Fahrzeuge, bei denen das Abstoßen und Ablaufenlassen entweder
- verboten ist oder
- nur erlaubt ist, wenn sie mit Handbremse aufgehalten werden können oder
- nur erlaubt ist, wenn sie mit zwei Hemmschuhen oder Handbremse aufgehalten werden können.

Die „klassische“ Methode der Erfassung ist der „Rangierzettel“, der von einem „Zettelschreiber“ vor Ort angefertigt wird. Der Rangierzettel bildet die Grundlage für die Aufgabenverteilung und Information aller am Ablaufvorgang Beteiligten – Triebfahrzeugführer, Rangier- und Stellwerkspersonal. Den manuell gefertigten Rangierzettel ersetzen heute weitgehend tragbare Eingabegeräte, die die Daten auf dem Funkwege an eine Zentrale, meistens im Stellwerk untergebracht, übertragen, wo sie dann weiter verarbeitet werden können.
Nach der Erfassung beginnt die Vorbereitung des Ablaufens. Die Druckluftbremsen müssen „entlüftet“ (= gelöst) und die einzelnen Fahrzeuge und Fahrzeuggruppen „lang gemacht“ und evtl. sofort entkuppelt werden. Unter „Langmachen“ versteht man das Lockern der Schraubenkupplungen, damit die Fahrzeuge, wenn dieses Verfahren angewandt wird, von einem „Entkuppler“ mithilfe einer Kuppelstange während der langsamen Vorbeifahrt in Richtung Ablaufberg von der Seite her entkuppelt werden können. Parallel zu diesen Vorbereitungen in der Einfahrgruppe bereitet sich der Weichenwärter im Ablaufstellwerk auf das Ablaufen vor. Soweit er in älteren Stellwerken die Weichen manuell stellt, dient ihm der Rangierzettel als Grundlage. Ihm entnimmt er die Reihenfolge der ablaufenden Fahrzeuge oder Fahrzeuggruppen und das ihnen zugeordnete Zielgleis in der Richtungsgruppe des Bahnhofs. Entsprechend ausgestattete Ablaufstellwerke stellen die Weichen während des Ablaufbetriebes selbsttätig, nachdem der Weichenwärter die Angaben des Rangierzettels in die Anlage eingegeben und abgespeichert hat.
Für das Ablaufen über den Ablaufberg, auch Abdrücken genannt, ist der Rangierbegleiter am Ablaufberg verantwortlich; im Fachjargon wird er als Ablaufleiter, Bergmeister oder Rückenmeister bezeichnet. Ihm sind Aufgaben übertragen, die sonst dem Triebfahrzeugführer obliegen. Wenn eine funkferngesteuerte Rangierlokomotive als Abdrücklokomotive eingesetzt ist und der Rangierbegleiter diese von seinem Platz am Scheitelpunkt des Ablaufberges aus unmittelbar steuert, nimmt er die Aufgaben des Triebfahrzeugführers und des Rangierbegleiters wahr. Im herkömmlichen Ablaufbetrieb gibt er dem Triebfahrzeugführer die Fahraufträge mithilfe der Abdrücksignale (siehe weiter unten).
Im automatischen Ablaufbetrieb lösen das Be- und Freifahren von Freimeldeabschnitten und Schienenkontakten die Umstellung der Weichen aus. Der Weichenwärter muss die Vorgänge während des Ablaufens dann nur noch beobachten, um bei Unregelmäßigkeiten sofort eingreifen zu können. Zu Störungen, etwa zu Fehlläufen in ein nicht vorgesehenes Gleis, kommt es hier eher selten. Wenn es dennoch dazu kommt, liegt es meist daran, dass die Abdrückgeschwindigkeit zu hoch war und die Anlage zwischen zwei Abläufen nicht mehr reagieren konnte. Der manuelle Ablaufbetrieb erfordert dagegen vom Weichenwärter eine hohe Konzentration und viel Erfahrung. Bedienungsfehler führen hier zu Fehlläufen, die später mit erheblichem Rangieraufwand korrigiert werden müssen. Im schlimmsten Fall führt eine unrichtige oder unzeitige Weichenbedienung zur Entgleisung eines Fahrzeuges.
Das Gefälle des Ablaufberges ist so berechnet, dass auch schlecht laufende Fahrzeuge die Weichenzone durchqueren und das Zielgleis erreichen können, ohne vorher stehen zu bleiben. Deshalb muss die überschüssige Energie während des Ablaufens abgebremst werden, damit die Fahrzeuge nicht mit zu hoher Geschwindigkeit im Zielgleis ankommen. Man verwendet dazu die in den Gleisen eingebauten Gleisbremsen, die früher aus einer Auswurfvorrichtung für Hemmschuhe bestanden. Der zum Vorbremsen von einem Hemmschuhleger auf die Schiene aufgelegte Hemmschuh wird, nachdem er das Fahrzeug abgebremst hat, in dieser Auswurfvorrichtung wieder ausgeworfen, damit dieses ungehindert weiterrollen kann. Moderne Anlagen verwenden zum Vorbremsen Balkengleisbremsen als Talbremsen, deren Bremskraft bei neuzeitlichen Anlagen nach der automatischen Messung von Windstärke, Fahrzeugmasse und -geschwindigkeit elektronisch geregelt wird.
Die in den Richtungsgleisen angekommenen Fahrzeuge werden nach herkömmlicher Verfahrensweise von Hemmschuhlegern mit Hemmschuhen vor den dort bereits stehenden Fahrzeugen aufgefangen und bis zum Stillstand abgebremst. In modern ausgestatteten Rangierbahnhöfen sind die Gleise der Richtungsgruppe mit Richtungsgleisbremsen und/oder Fördereinrichtungen ausgerüstet, die die vom Ablaufberg herunterrollenden Fahrzeuge selbsttätig auffangen und mit geringer Geschwindigkeit kuppelreif an die bereits im Gleis stehenden Fahrzeuge heranführen (beidrücken).
Fahrzeuge in gefüllten Richtungsgleisen müssen gegebenenfalls mit Hilfe einer Rangierlokomotive zum Kuppeln beigedrückt werden. Soweit sie im neu zu bildenden Zug gruppenweise zusammengestellt werden müssen, ordnet man sie in einem zweiten Arbeitsgang nochmals nach. Für dieses Nachordnen, das insbesondere bei Nahgüterzügen erforderlich war, die in mehreren Bahnhöfen nacheinander Wagen absetzen sollten, bestanden in den Rangierbahnhöfen besondere Nachordnungsgruppen.
Erst dann kann der neu gebildete Zug in der Ausfahrgruppe des Rangierbahnhofs mit der Zuglokomotive bespannt und zur Fahrt vorbereitet werden. Wenn die Zugaufsicht die Abfahrbereitschaft festgestellt hat und alle sonstigen Voraussetzungen für die Fahrt gegeben sind, verlässt der Zug den Rangierbahnhof zu seinem neuen Ziel.

### Signale für das Rangieren

#### Deutschland
Zur Verständigung der beim Rangieren Beteiligten dienen in Deutschland die Signale für den Rangierdienst, zu denen die hör- und sichtbar gegebenen Rangiersignale, die Abdrücksignale am Ablaufberg sowie ortsfeste sonstige Signale für den Rangierdienst zählen. Außerdem gelten für Rangierfahrten sämtliche Haltgebote an Hauptsignalen, Sperrsignalen und Gleissperrensignalen sowie sonstige Schutzsignale. Des Weiteren Langsamfahrsignale, Fahrleitungssignale, Pfeiftafeln. Das im Netz der ehemaligen Deutschen Reichsbahn an Hauptsignalen angebrachte Zusatzsignal Zs 103 – Rautentafel, gilt nicht für Rangierabteilungen. (nicht zu verwechseln mit Signal Bü 2 – Rautentafel im Netz der ehemaligen Deutschen Bundesbahn) kennzeichnet Hauptsignale, deren Haltbegriff für Rangierfahrten nicht gilt.
Rangierlokomotiven können mit dem Fahrzeugsignal Fz 1 – Rangierlokomotivsignal (vorn und hinten an der Lok ein weißes Licht, in der Regel in Höhe der Puffer) gekennzeichnet werden, insofern keine Bahnübergänge ohne technische Sicherung oder Postensicherung befahren werden. In diesen Fällen müssen auch Rangierlokomotiven das Zugsignal Zg 1a – Spitzensignal führen.

#### Österreich
Für Verschubfahrten gelten in Österreich Verschubsignale.

#### Schweiz
In der Schweiz werden Rangiersignale als Lichtsignal oder als Kombination Lichtsignal-Signaltafel verwendet sowie hör- und sichtbar durch das Personal gegeben. Zudem werden Rangierlokomotiven und stillstehende Fahrzeuge gesondert gekennzeichnet.

### Rangieren über das Signal Ra10 hinaus
Soll ausnahmsweise über das Signal Ra 10 hinaus rangiert werden, muss der Fahrdienstleiter der Zugmeldestelle, von der die Strecke kommt, zustimmen. Der Fahrdienstleiter des Bahnhofes, in dem rangiert wird, teilt der Rangierfahrt mittels eines schriftlichen Befehls mit, dass über das Signal Ra 10 hinaus rangiert werden darf.
In Befehl 14 (Freitext bei Aushändigung) bzw. Befehl 14.1 (der Regelfall zum Diktieren über Funk) wird eingetragen:
„Rangieren im Bf/Bft xxx auf Einfahrgleis aus Richtung xxx über Signal Ra 10/Einfahrweiche Nr. xxx hinaus bis xx:xx Uhr erlaubt.“.
Befehle werden vom Fahrdienstleiter übergeben oder dem Triebfahrzeugführer zum Mitschreiben diktiert. Alle Eintragungen werden wiederholt, der Tf unterschreibt den Befehlsvordruck im Auftrag des Fdl. Wird der Befehl ausgehändigt, bestätigt der Tf den Erhalt des Befehls auf der Durchschrift, die beim Fahrdienstleiter verbleibt.
Grund für dieses Vorgehen ist, dass von der freien Strecke jederzeit Züge kommen könnten, die – sofern in das Streckengleis rangiert wird – am Einfahrsignal halten müssten. Das Signal Ra 10 steht am Gefahrpunkt des Einfahrsignales, die Strecke zwischen Signal und Gefahrpunkt – der sogenannte Gefahrpunktabstand – muss sicherheitshalber freibleiben, für den Fall, dass der Zug von der Strecke ausnahmsweise nicht ordnungsgemäß am Einfahrsignal zum Stehen kommt. Aus diesem Grund darf nur dann über das Ra 10 hinaus rangiert werden, wenn die Strecke frei ist und die vorhergehende (oder nächste) Zugmeldestelle keine Züge ablassen kann. Technisch realisiert wird dies in den meisten Fällen durch die Abgabe der Erlaubnis.

### Bedeutung des Rangierens
Der Rangierbetrieb ist im Gegensatz zu den Zugfahrten nur ein Hilfsprozess. Der Rangierdienst ist wegen des hohen Personaleinsatzes, der teuren Anlagen und Fahrzeuge sehr kostenintensiv. Die Eisenbahnen sind daher bestrebt, durch ständige Rationalisierung den Rangierbetrieb zu reduzieren oder ganz zu vermeiden. Im Schienenpersonenverkehr geschieht dies z. B. durch den Einsatz von Wendezügen und Triebzügen bei gleichzeitiger Reduzierung der Kurswagen und Verzicht auf Verstärkungswagen. Rangierfahrten im Personenverkehr beschränken sich heute weitgehend auf Bereitstellungsfahrten aus oder in Abstellgruppen und Triebfahrzeugfahrten vom und zum Bahnbetriebswerk. Im Schienengüterverkehr bei den Produktionssystemen Ganzzugverkehr und Kombinierter Verkehr ist die Situation ähnlich, Rangierfahrten finden fast nur noch im Bereich der Ladestellen und Umschlagbahnhöfe sowie beim Triebfahrzeugwechsel statt.
Der umfangreichste Rangierbetrieb findet im Einzelwagenverkehr statt. Hierbei werden einzelne Güterwagen oder Wagengruppen verschiedener Versender und Empfänger über ein mehrstufiges Transportnetz, das in der Regel aus mehreren Zügen und Knotenpunkten besteht, transportiert. Der Transport kann flexibel von und zu jedem an das Transportnetz angebundenen Zugangspunkt erfolgen. Dazu ist es erforderlich, dass die einzelnen Wagen bzw. Wagengruppen mit verschiedenen Zügen transportiert werden und zwischen diesen durch Rangiermanöver in Zugbildungsbahnhöfen (auch Rangierbahnhöfe genannt) umgruppiert werden.
Aufgrund der hohen Vorhaltekosten für das Transportnetz des Einzelwagenverkehrs einschließlich der Zugbildungsanlagen sowie des hohen organisatorischen Aufwands einerseits und der starken Konkurrenz durch den Straßengüterverkehr andererseits haben viele Eisenbahnen den Einzelwagenverkehr aufgegeben. Wo dieser dennoch beibehalten wurde, mindert man die Kosten mit modernster Technik in den Rangierbahnhöfen und durch den Einsatz funkferngesteuerter Rangierlokomotiven, mit deren Hilfe deutlich weniger Personal benötigt wird. Außerdem wurde die Zahl der Rangierbahnhöfe drastisch verringert und die Zugbildungsaufgaben auf wenige besonders leistungsfähige Anlagen konzentriert; zurzeit gibt es z. B. in Deutschland nur noch 14 Rangierbahnhöfe. Dennoch wird die Beförderung der weitaus meisten Güter immer noch dem in vielen Fällen schnelleren und wirtschaftlicheren Straßenverkehr überlassen, obwohl der Schienenverkehr die größere Sicherheit bietet und in Teilen umweltfreundlicher ist.
In Deutschland wird von der Deutschen Bahn AG im Unternehmensbereich DB Cargo ein Einzelwagen-Transportnetz inklusive der großen Rangierbahnhöfe betrieben. In den meisten Nachbarländern ist der Rangierbetrieb – ebenso wie bis 1994 bei der damaligen Deutschen Bundesbahn und der Deutschen Reichsbahn – noch der jeweiligen Eisenbahnverwaltung zugeordnet. In Österreich wurde mit der Strukturreform u. a. die Infrastruktur.Betrieb AG der ÖBB gegründet, welche als Geschäftsbereich den Verschub offiziell als Betreiber aller österreichischen Verschubstandorte aufweist.

### Ausblick
Im Rahmen des Betrieblichen Zielbildes der DB InfraGO soll in Deutschland zukünftig die Unterscheidung von Zug- und Rangierfahrten aufgehoben werden. Stattdessen soll sich die Funktionalität des Betriebs und die zugehörigen Prozesse an den ETCS-Betriebsarten orientieren. Die nächste Version der ETCS-Spezifikation, deren Inkrafttreten nach TSI 2022 Anfang 2023 erwartet wird, soll für ETCS im Zusammenspiel mit der Digitalen Automatischen Kupplung (DAK) vorbereitet werden. Mit DAK-Zügen soll es möglich werden, auf Rangiersignale zu verzichten.